# アルボル
アルボル(Chile de arbol)は、小さく辛いメキシコのトウガラシである。長さは2-3インチで、幅は1/4-3/8インチである。辛さはスコヴィル値で15,000-30,000である。果実は最初は緑色であるが、熟すと明るい赤色に変わる。生、乾燥、粉末の状態で販売される。脱水しても赤色を失わないため、乾燥させてリースの装飾にも用いられる。
食材としては、カイエンペッパー(スコヴィル値3万-5万)やピキン(スコヴィル値10万-14万)とともに取引される。辛味を和らげるためには、種子や白い筋を取り除く。